# Leopard-Skin Pill-Box Hat
Leopard-Skin Pill-Box Hat (en español, "Sombrero de piel de leopardo") es una canción compuesta por el cantante estadounidense Bob Dylan. Fue incluida en el álbum Blonde on Blonde, editado el 16 de mayo de 1966.